# Federação Paranaense de Basketball
A Federação de Basquetebol do Estado do Paraná ou FPRB é uma entidade do basquetebol do Paraná. É filiado a Confederação Brasileira de Basketball. e organiza o Campeonato Paranaense de Basquete, tanto masculino e feminino, e de categoria menores.

## História
Desde 1932, o basquete estava presente dentro de um departamento da Federação Desportiva Paranaense, assim como outros desportos, somente em 1950, com a iniciativa do Prof. Hugo Riva, houve uma proposta de separação, assim como, o futebol já estava desligado da F.D.P. Após os tramites legais, é eleita a nova Federação em 8 de Janeiro de 1951, como primeiro presidente o Dr. Ayton Silva e Vice–Presidente o Prof. Hugo Riva.
Por mais que os times da capital sejam os fundadores, e logo adiante a liga de Ponta Grossa, já se afiliria, os grandes times até hoje no esporte paranaense, são das cidades de Paraíso do Norte, Londrina e Maringá porém, em épocas distintas.

## Clubes Fundadores
- Clube Atlético Paranaense
- Dezenove de Dezembro A.C.
- Caramuru E.C.
- Coritiba Foot Ball Club
- Clube Curitibano
- Círculo Militar do Paraná
- Sociedade Thalia
- Ícaro A.C.
- Clube Atlético Ferroviário
- Soc. Duque de Caxias

## Ligações Externas
- Sitio Oficial